# Isaac Aaronewitz
Isaac ben Aarón de Aaronewitz conhecido na história como Isaac de Aaronewitz (Prostitz, Morávia —  Cracóvia, 1630) foi um judeu polaco e era dono de uma imprensa nesta cidade que terá comprado em Itália. começou os seus trabalhos em 1569. Editou muitas obras de origem hebraica e em Yiddish  e foi considerado um grande erudito do seu tempo.
Entras as obras que publicou encontram-se o Talmud babilónico, o Talmud palestiniense, e o Zohar. 